# Carpenter Place
Carpenter Place – obszar niemunicypalny w Mendocino County, w Kalifornii (Stany Zjednoczone), na wysokości 1042 m.